# Suresnes Cités Danse
Suresnes Cités Danse est un festival annuel de danse contemporaine fondé en 1993 et organisé au théâtre Jean-Vilar de Suresnes (Hauts-de-Seine). Ce festival, dès le début, a cherché à créer une passerelle entre les chorégraphes issus du mouvement hip-hop dans les années 1980 et la danse contemporaine, plus institutionnalisée.

## Historique
Depuis 1993, ce festival soutenu par la ville de Suresnes et le ministère de la Culture se veut être ouvert aux nouvelles formes de danses issues du mouvement hip-hop, de la street dance durant la décennie précédente. Il offre une chance aux chorégraphes n'ayant pas suivi une formation classique de danse moderne ou contemporaine de travailler et de se produire sur scène (à l'exemple d'Ousmane Sy en 1999) avec de nombreux chorégraphes reconnus de la scène contemporaine. Il permet également à ces derniers de s'imprégner de l'énergie créatrice des danses de la rue, notamment la break dance, et de leurs danseurs, les incorporant parfois à leurs futures créations. Suresnes cités danse est tout sauf un lieu de passage. Ce festival incarne l’évolution de la danse hip-hop en France. Un exemple typique est la compagnie Montalvo-Hervieu, qui depuis des années est l'invitée régulière du festival.
La direction artistique de Suresnes Cités Danse est assurée par Carolyn Occelli depuis 2023. Elle a succédé à Olivier Meyer, ancien directeur du théâtre Jean-Vilar à Suresnes  et ancien directeur du théâtre de l'Ouest parisien à Boulogne-Billancourt (2005-2015). Olivier Meyer avait inauguré au sein du théâtre Jean-Vilar, un « pôle de production, diffusion et transmission de la danse hip-hop » appelé Cités Danse Connexion, le 14 décembre 2007, et a été le créateur de l'événement. Depuis 2012, Cités Danse Connexion propose des partenariats d'éducation artistique et corporelle aux établissements scolaires (230 élèves pour l'année 2021-2022).